# مبيلش
عبد الله بن محمد بن عبد الله الصبي (26 أبريل 1884 - 26 مارس 1952) 1301هـ شاعر من شعراء النبط     من مواليد مدينة شقراء عام1301هـ، وقد أخذ نصيبه من جميع أغراض الشعر المدح، الهجاء، الحرب والغزل.

## نسبه
من فخذ آل غيهب من قبيلة بني زيد النجدية.

## حياته
نشأ يتيماً في مدينة شقراء بمنطقة الوشم وسافر إلى شرق الجزيرة العربية وبالتحديد إلى البحرين ثم الكويت بحثاً عن لقمة العيش وامتهن الغوص كغيره من أبناء بلدته
ثم عاد إلى مسقط رأسة شقراء وتوفي فيها عام 1371هـ عن عمر يناهز سبعين سنة، ولم يتزوج في حياته وكان من جند الملك عبد العزيز بن عبد الرحمن آل سعود ومن فرسانه.

## مبيلش والحرب
قال عن الحرب مع يحيى حميد الدين في اليمن عام 1351هـ قصيدة مطلعها:
```
أتغيشـم وانـا لـي ملحـظ ثانـي = واذخر القيل عندي لين جـا حلـه 
وان مشى الجمع دورنـي وتلقانـي = في ذرا بيرق ريمـات يبـرن لـه 
ذيب يا اللي بخشم طويـق جيعـان = دوك الارزاق وجـرك للعـوا خلـه 
دوك يحيى عقب هــــاك القسى لان = هاربن كأن ماصنعا بملك لــــه
كأن جدع الجنائز في ضحى ثـــان = مرح ضينن بليل ضاربه عـلــــه
ياسـحـابن ثقيـل النو غـضـبـان = فوق صنعا تزبر والبرد هـلـــه
```

وقال في معركة السبلةالمشهورة:
```
نحمد اللي عز ديــنه وصدق بـالوعد****والبس التوحيد ثوب من البيضا جديد
وادرج القاله على راس خوان العهد****ربنا بالمخاليـق يفعل مايريد
ول عود ماتميـز محمــد عن حمد****تدعي بالدين والدين عن مثلك بعيـد
ياضعيف الجد والجند وضعيف الجهـد****يامقلب مذهبه يالعنيد ابن العنيـد
غادي قلبك بعمياه توه مابعــد****والف الدين الحنيفي ولاديّن وكيـد
شيخنا اللي درسك في حديــث المعتقد****وأنت قبله ماتعرف الحديث من النشيد
يوم اراد الله عليك المضرة والنكــد****وهقك (...)في لجة الحرب الشديـد
إنشد (...)عن حالهم يابو فهد****جعلها حال عليهم إذا عادو تعيد
كنهم بين العثامير والحـزم الجلـد****في مداس الخيل يوم ادبروا حب الحصيـد
في نهــار ذاهل والد عما ولد****هودي عن دورة الحكم ياسودا لبيد
لاتغرك شوشة الـ (...)ولو كثر العدد****مثل بردان التهامي تليم لين صيد
```

وأما عن موقعة تربه بين الاخوان وعبد الله بن الحسين الشريف قال في مطلع قصيدته:
```
نجد مطلبها على غير أبو تركـي صعيـب = يا محـاول حلهـا دونهـا قطـع الرقاب 
دونها خزام خشم الصعب سقـم الحريــب = درقة التوحيد والدار عـن هضـم الجنـاب
```

## مبيلش والمدح
وقال مادحاً في قبيلته بني زيد:
```
لابتي سلة بني زيـد والطيـب ظهــر ** لاجت الضيقات مايظهر الا المستحين 
لا احتزمنا والتوينا على مثل الزهر ** نقطع العشّيق من شوف موضية الجبيــن 
ضربنا بالراس والا على حـد الظهــر ** في عدو الدار تلقـا مضاربنـا تبيـن 
ياعمار بالمواسـم نعرضهـا الخطـر ** والمنايـا والمقاديـر تكتـب بالجبيـن 
ياهنوف العين لباسـة الثـوب الحمــر ** لاتبين اللي ضحى الكون فعله مايبيـن 
ترّك اللي عند هيشان ربعـه ماظهــر ** يوم تكسير العزاوي وضرب المارتين
```

واما في مدحه لمحمد الخاطر في الجبيل:
```
دن القلم ياديب قـم حـط مثلوم*** راس القلم في الحــبر خلـه يمضـه 
مض على ماترغب النفس بكظوم***واليا امتلى راسه من الحبر حضه 
أعنيك في مدحك محمد عن اللوم*** ماله عن الجـودا عـزوم تكظـه 
شيد لخاطر مفخـر العـز مزمــوم*** في بيت عز لاقضـى اللـه بقضـه 
يوم الهجوم ومشعل الحرب مضــروم*** يوم الحســا وجيوشـه المستلظـه 
صفق بجنحان السعد وادرج الحــوم*** واهوى على الجمـع الموالي وقضه
```

## مبيلش والهجاء
كان هناك خادم لمحمدالخاطر في الجبيل وقد اشترى من مبيلش (مشلح)أعطاه نصف قيمته وماطل في النصف الآخر وقال له متحديا: يقولون انك شاعر ولاتهمني فقال مبيلش:
```
يوم شفت النظا في الحــزم زلاف ** قلت: حي الركاب ومن تجيني به 
هاضني واحد في كـور موجـاف ** بين جيش الجماعة كنهـا الذيبــه 
قلت: من ذا لعله رجـل وسنافـي ** قالوا: إنه (...)قلـت: والخـيبـه 
كيف اباالجول يركب شهب الاكتاف ** جيش الاجواد ماهي من مراكيبـه 
باشق الصرصرة منتوف الاطــراف ** لو يزوم العـلا عيـت عذاريبـه 
يامصقر طويـر المركـز الهافــي ** خل بومان في برجـه تلالـي به 
لاتغـرك ردون اشلاحـه الوافــي ** والمعلم اونقش الزري في جيبــه 
والمعلـم وشـال فيـه سنجــاف ** طالع الحـال لاتعجبـك اساليبـه 
للمسيـر بـداره بنـدر دافـي ** من تردى نصيبه راح يمسي به 
حسو الادناس مدهل كـل حواف ** طافحـات كلابـه فـي مغاريبــه 
عل من يارده لرهيـف الأسيــاف ** فوق جاله تلسـب بـه عراقيبـه 
ياهل الميز عدوا قـول الانصـاف ** كيف عند العرب مايدنسـه عيبـه 
والله انـي لعيـب العبـد كشـاف ** يامشاهيب نار العـار شبـي بـه
```

## مبيلش والغزل
قال متغزلاً في فتاة قابلها وهو عائد إلى شقراء من شرق الجزيرة العربية:
```
البارحه ما احسب ورا صبحها صبح =وانا احسب الدنيا غدت كلهـا ليـل 
كل الليالي الماضيـه جابهـا ربــح =والبارحه راحت ابكـل المحاصيــل 
واثر الهوى له رغبة شبحها شبــح =عسر املاطم موجها يفتـر الحيــل 
فيها فتر حيلي وانـا جيد السبـح =من همها دونك اعظامـي نواحيــل 
كني عضيض الغلث خطر على النبــح =ينبح ليا ما شاف ضـوح المخاليل 
يالله من مركـوز الانهـاد لا تبح =حسبي على منسوع شقر المجاديـل 
يحدني حد الجلايـب علـى الذبـح =كما يحدون الكسايـب هـل الخيــل 
بدّل نباه الزين لي بالنبا القبح =عزم علـى حربـي ابليـا دواليل
```

ومن غزله:
```
ياهل العيـرات ودونـي مليحـه*وأجدعوني في المكان اللي تروده 
ضامر السرجاف مايبرا طريحـه*كنها بيـض القميريـه نهوده 
واهني أهل القلوب المستريحـه*مادروا بالحب وش هونه وكــوده
```

## مبيلش والفكاهة
عندما عاد إلى شقراء وأراد ان يعيد بناء بيته قال:
```
يا واحسايف يادار ياللي غـدت قـوع = تلاوحوهـا بالعتـل والفـواريـع 
أطول خشبها قايسه مايجي بـوع = واقصارها كنه عظـام الكراسيـع 
دار أولين كنهـا جحـر جربـوع = نصف مديخيل ونصـف مطيليع 
مانيب عن تصريف داري بممنـوع = احطهـا حيشـان والا مرابـيع 
وابوخليل عويب الكـف والكوع = إن قلت عجل قال لااسمع ولااطيــع 
والله لولا الحبل مثنـي ومربـوع = على السواعـد ليتيـن بتربيع 
لاقول: يـادلال بالسعـي منفوع = لي منك مجهودك ولك مني البيـع
```

وقال عندما أعاد بناء هذا البيت واستنفذ ماعنده:
```
الفقر فوق جدار داري بنا دار = مستانس ماجاه منـي مناكيــر 
دار أولين كلها عـش وغبـار = كن السحا فيها محامل عصافيـر 
وانا عميل شريم وشريم عيـار = ياخذ قريشاتي حياله وتقميـر 
يبني بها بيت على جال مهيار = دار على القرشا خشبها جذامير
```

ويقول يصف ناقة اسمها (قليس)لإحد اصحابه:
```
هجت قليسه وهج الجيش قادمهـا*لاكنها يوم هجـت هدهـد ماشـي 
كنه ليا اقفى مع الخبه يدرهمهـا*نيص مع الصبح يم الجحر منحـاش 
تخرقت عقب ها الطرشة مناسمهـا*كن الحفا وصطهن خروق وشــاش
```